# Aeroportul Tapini
Aeroportul Tapini (IATA: TPI, ICAO: AYTI) este un aeroport din Provincia Centrală, Papua Noua Guinee.
aeroportul dispune de o singură pistă.